# Святі Михаїл і Франциск
Святі Михаїл і Франциск — картина XVI століття, за авторством голландського художника Хуана де Фландеса.
Картина зображує св. Архангела Михаїла, котрий вбиває списом дракона (Сатану) та святого Франциска Ассізьккого, що показує свої стигмати. Картина знаходиться в колекції Метрополітен в Нью-Йорку.

## Історія
Релігійна картина була створена, можливо, для каплиці університету в Саламанці приблизно у 1505 році. Хуан де Фландес працював у той час в Іспанії. Ікону придбала Мері Ветмор Шівлі, та заповіла музею у 1958 році. Благодійниця хотіла таким чином вшанувати пам'ять свого чоловіка Генрі. Інвертарний номер 58.132.